# 東帕克鎮區 (明尼蘇達州馬歇爾縣)
東帕克鎮區（英語：East Park Township）是位於美國明尼蘇達州馬歇爾縣的一個行政鎮區，於1899年設立。

## 地方資料
東帕克鎮區的面積為94.01平方千米，當中陸地面積為87.42平方千米，而水域面積為6.59平方千米。根據2020年美國人口普查的數據，當地共有人口29人，而人口密度為每平方千米0.31人。